# 全滅領域
『全滅領域』（ぜんめつりょういき、Annihilation）はジェフ・ヴァンダミアによる2014年の小説。本作はヴァンダミアの『サザーン・リーチ三部作』の1作目であり、文明から切り離された「エリアX」と呼ばれる地域に出発する女性4名のチーム（生物学者、人類学者、心理学者、測量士）を描いている。チームは自分たちが12番目の探検隊で、これまでの探検隊はすべて失踪、自殺、進行性の癌、精神的トラウマのために崩壊したと信じている。
『全滅領域』は2014年のネビュラ賞 長編小説部門および2014年のシャーリイ・ジャクスン賞 長編部門を受賞している。この小説に大まかに基づいた映画は2018年にパラマウント映画から公開された。

## 背景
『全滅領域』と『サザーン・リーチ三部作』の構想は、フロリダ州のセント・マークス国立野生動物保護区での23 km (14 mi)のハイキング中を通してインスパイアされた。
本作には、ヴァンダミアが本作を執筆する17年前にハイキング中に見た多くの動物や植物が登場している。
ヴァンダミアは、いつか「奇妙な自然」のアンソロジーも作りたいと語っている。
2014年3月、ヴァンダミアと『全滅領域』に関する記事の一環として、ヴァンダミアは『全滅領域』の舞台の一つにインスピレーションを与えたセント・マークス灯台を訪れた。

## あらすじ
四人の武装した匿名の女性（生物学者、人類学者、心理学者、軍事訓練を受けた測量士）が、30年間閉鎖されていた未指定の沿岸地域「エリアX」に入る。彼女たちは自分たちが12回目の探検隊であると信じている。物語は生物学者のフィールドジャーナルを通じて語られ、彼女の夫が前回の探検隊の一員であり、記憶を失った状態で帰還したことが明らかになる。前回の探検隊の他のメンバーも同様に帰還し、数ヶ月後に全員が癌で死亡した。
現在のエリアXで、四人の女性は地下に続く階段のある未記載のバンカーを発見し、生物学者はそれを「塔」と呼ぶ。彼女たちは壁に書かれた菌類から成る筆記を発見し、生物学者は誤って胞子を吸い込む。彼女は心理学者が他のメンバーを催眠状態にしていることに気づき、自分も以前に催眠を受けていたが、今は胞子の影響で免疫があることを悟る。彼女はそのことを黙っているが、チームに従う。
翌日、人類学者が行方不明になり、心理学者は彼女が任務を放棄したと説明する。残りの三人は再び塔に戻り、人類学者の遺体を発見する。彼女は未知の存在に殺されたと推測し、その存在を「クロウラー」と名付ける。心理学者が嘘をついていたことが明らかになり、彼女も姿を消す。生物学者は自分の中に「輝き」が増していることに気づき、遠くの灯台を探索することにする。
灯台で彼女は過去の探検隊のジャーナルを発見し、夫のジャーナルも見つける。彼女は心理学者が灯台の近くで死にかけているのを発見し、心理学者は彼女を「炎」として認識し、自殺を誘導しようとするが失敗する。心理学者はエリアXの境界が毎年拡大していることを明かし、死ぬ。生物学者は基地に戻る途中で夜毎にうめき声を上げる生物に遭遇し、辛うじて逃げるが、測量士に撃たれる。彼女は測量士を説得できず、彼女を撃ち殺す。奇跡的に彼女の銃創は治り始める。
生物学者は収集した植物と動物のサンプルを分析し、人間の細胞を含むものがあることに気づく。彼女は夫のジャーナルを読み、彼と仲間がエリアXの遠い沿岸境界を見つけられなかったこと、探検隊のドッペルゲンガーを目撃したことを知る。
生物学者はクロウラーと直接対峙するために塔に戻り、急速に形を変える存在に遭遇する。彼女は意識を失いながらも階段を登り、クロウラーを無事に通り過ぎることができるようになる。彼女は塔を脱出し、夫が試みたように沿岸を探索することを決意する。

## 評価
『全滅領域』はおおむね好評を博している。NRPのジェイソン・シーハンは本書を読みだしたら止められず、サスペンスに満ちていると評し、「約3時間後、本の半分を読み終えたところで再び目を上げ、どうやってここまで来たのか考えた」と語った。Salon.comは本書を「今週の一冊」に選び、GQ誌はこの本を2月のトップブックの一つとして評価し、「知性があり、致命的な菌類についての本であり、読むのを夢中にさせる」と述べた。ワシントン・ポスト紙は「成功した不気味さを持ち、近未来を舞台にした古典的なゴシックホラー小説である」と述べており、一方、デイリー・テレグラフ紙は「ヴァンダーミアが新たでより大きな読者層に向けて突破することを可能にする小説である兆候を示している」と述べている。エンターテインメント・ウィークリー誌は『全滅領域』にB+の評価を与えている。この小説は2014年のネビュラ賞最優秀小説賞と2014年のシャーリー・ジャクソン賞最優秀小説賞を受賞している。『全滅領域』は2014年のネビュラ賞 長編小説部門と、同年のシャーリイ・ジャクスン賞 長編部門を受賞している。

## 映画化
2014年、パラマウント映画が本作の映画化権を取得し、脚本と監督に脚本化兼映画監督のアレックス・ガーランドを据えた。2015年5月、ナタリー・ポートマンがこの映画の主演交渉に入った。2015年11月、『ジェーン・ザ・ヴァージン』のスター、ジーナ・ロドリゲスがポートマンと共演する交渉に入った。2016年3月、オスカー・アイザックがこの映画のキャストに加わることが発表された。
ガーランドは『クリエイティブ・スクリーンライティング』にたいして、この映画は当時唯一出版されていた三部作の1作目のみに基づいていると述べた。撮影は2016年4月下旬からイギリスのウィンザー・グレート・パークのサウス・フォレスト・エリアで2016年4月下旬から行われた。この映画は2018年2月23日に公開され、好評を博して4,310万ドルの興行収入を記録した。